# Mezőgazdasági és Erdészeti Állami Könyvkiadó
Mezőgazdasági és Erdészeti Állami Könyvkiadó – 1953 júniusában jött létre bukaresti székhellyel és viszonylag önálló kolozsvári magyar szerkesztőséggel. Elnevezése 1960-tól: Mezőgazdasági és Erdészeti Könyvkiadó, majd a romániai könyvkiadás átszervezése után, 1970-től a Ceres Könyvkiadó lép az örökébe. Működése különösen az 1950-es években volt meghatározó jelentőségű az eredeti mezőgazdasági szakirodalom gyarapítása, ill. a szakismeretek népszerűsítése szempontjából. Az erdélyi agrárműveltség – kezdetben évi 500 kiadói ívvel gazdálkodó és fennállása során közel félezer kéziratot megjelentető – magyar műhelyében induláskor tizenhárman, később tizenöten dolgoztak. A szerkesztők közül többen (Földváriné Dán Zsuzsa, Mihelfi Mirjam, Schweiger Ágnes, Szalay András, Tóth Piroska és mások) a kolozsvári mezőgazdasági főiskola 1953-ban és 1954-ben végzett évfolyamairól kerültek ki. Munkájukat egy ideig Röszler Viktor irányította, az 1960-as évektől Szalay András a fiókszerkesztőség vezetője. Az eredeti szakmunkák átlagosnál igényesebb nyomdatechnikai kivitelezése Tóth Samu nevéhez fűződik, akitől Papp Károly vette át a műszaki szerkesztést.
A nagyüzemi gazdálkodásra való áttérés befejezésének esztendeje cezúrát jelent a munkaközösség életében is. A mezőgazdasági főiskolát végzett szerkesztőket (Schweiger Ágnes és Szalay András kivételével) 1962-ben kihelyezik a termelésbe üzemvezető mérnöknek, másrészt pedig ekkorra erősödik fel az 1958-tól érzékelhető tendencia, mely a nemzetiségi és ezen belül az eredeti szakkönyvkiadás kereteinek jelentős mérvű leszűkítéséhez vezet. Attól kezdve mindössze ketten dolgoznak a kolozsvári szerkesztőségben.
A romániai magyar könyvkiadás kéziratos bibliográfiája szerint a mezőgazdasági szakkönyvkiadó összesen 462 címet jelentetett meg 1953 és 1969 között magyar nyelven. Ezek évi eloszlásban előbb növekvő tendenciát mutatnak, 1958-tól visszaszorulást jeleznek, 1962-től pedig a minimum szintjén történő stagnálást. Nem érdektelen a kiadott munkák műfaji megoszlásának számbavétele sem, mivel a kiadói tervek összeállításakor a szerkesztőknek figyelembe kellett venniük a szakminisztérium elvárásait és ajánlásait (ezeket központilag kijelölt agrárpolitikai útmutatók, termesztési és tenyésztési eljárásokat ismertető füzetek, tanfolyami leckesorozatok, általánosabb jellegű kézikönyvek és szakkönyvek lefordíttatásával fedezték), s csak a mezőgazdaság nagyüzemi átalakításának időszakában nyílt lehetőség arra, hogy a magyar szerkesztőség mellett működő kiadói tanács döntsön az erdélyi gazdálkodás feltételeihez és szükségleteihez is igazodó eredeti szakkönyvek megjelentetését illetően.
Miként a műfaji megoszlásból egyértelműen kiderül, a szakkönyvkiadásra is rányomta bélyegét a pártállam agitációs politikája. A 462 cím ugyanis ekképpen oszlik meg: az agrárpolitikai útmutatók száma 65, az idényszerű szaktanácsokat tartalmazó füzeteké 142, a három hónapostól háromévesig terjedő növénytermesztési, állattenyésztési és mezőgépészeti tanfolyamok számára összeállított leckesorozatoké 62, a szakiskolások és mesterképzőt végzők számára írt tankönyveké 15, a szakműveltséget gyarapító kézikönyveké 37, a nagyüzemi és – részben – háztáji termesztési meg tenyésztési kérdéseket elemző-bemutató szakkönyveké pedig 151.
Agrárműveltségünk kolozsvári műhelye fennállása alatt 65 szerzővel dolgozott, akiknek több mint a fele rendszeresen, ill. alkalmi felkérésre szakfordítást is vállalt. Nagy szükség volt erre, hiszen a – többnyire túlsúlyban levő – fordítások és az eredeti szakmunkák évenkénti megoszlásának aránya kedvezőtlen hullámgörbe szerint alakult.
Ami a Veress István koordinálásával működő, mintegy harminc tagú – főként a kolozsvári mezőgazdasági főiskola előadóiból álló – kiadói tanácsot illeti: nemcsak témajavaslatokkal, kéziratokkal és azok megvitatásával segítette elő az eredeti szakkönyvkiadás ügyét, de tagjai adott esetben szakcsoportonként is vállalkoztak egy-egy kézikönyv megírására. A kolozsvári szerkesztőség és a kiadói tanács együttműködésének első jelentős eredménye Az agronómus kézikönyve kidolgozása és megjelentetése (1954) volt. A kötet szerkesztőbizottsága hat tagból állt (Antal Dániel, Kovács Béla, König Miklós, Pap István, Szopós András és Veress István), a munkatársak száma pedig elérte a harmincat (Antal András, Balogh Gábor, Benke Sándor, Csapó M. József, Keller Erik, Kolosy Erzsébet, Kós Károly, Lazányi Endre, Módy Etelka, Moll Éva, Mózes Pál, Nyárády Antal, Onea Teodor, Opra Pál, Pálfy Ferenc, Papp Olga, Sándor Károly, Sebők M. Péter, Sipos György, Szövérdi Károly, Titz Lajos, Török Sándor), akik tömören és világosan megfogalmazott, könnyen áttekinthető összefoglalását adták a mezőgazdaság-tudomány eredményeinek. A gyümölcstermesztési munkaközösség (Antal Dániel, Keszy-Harmath Erzsébet, Mózes Pál, Palocsay Rudolf, Veress István) ugyancsak 1954-ben jelenteti meg Az almástermésűek és a csonthéjasok termesztése és nemesítése című – a maga korában úttörőnek számító – munkát. Hol egyéni teljesítményként, hol közös munkacsoportok szorgalmából 1970-ig, a Mezőgazdasági és Erdészeti Könyvkiadó jogutódja, a Ceres Könyvkiadó megalakulásáig sorra jelentek meg a zöldség- és gyümölcstermesztés, szőlészet, méhészet, állattenyésztés, mezőgazdasági építészet és gépészet, erdészet alapvető, jeles szakmunkái.